# Соммелла, Алессандро
Алессандро Соммелла (итал. Alessandro Sommella, родился 12 апреля 1956 года в Неаполе, Италия) — итальянский музыкант.
В течение многих лет он работал в Лондоне с Souled Out! (1980) и с Planet Funk, в Италии с Марчеллой Боксия, итальянским поэтом.
Поддержал Gigi Canu и Sergio Della Monica в создании группы Planet Funk, с которыми он записал диск Non Zero Sumness, ставший впоследствии золотым.
Хотя он предпочел не сопровождать Planet Funk в мировом турне, работая солистом, он продолжает сотрудничать с этой группой в художественном производстве альбома.

## Дискография
- Sold Out! — 1991
- Non Zero Sumness — 2002
- La deriva dei continenti (сольный альбом) — 2006